# 法蘭西王室統帥

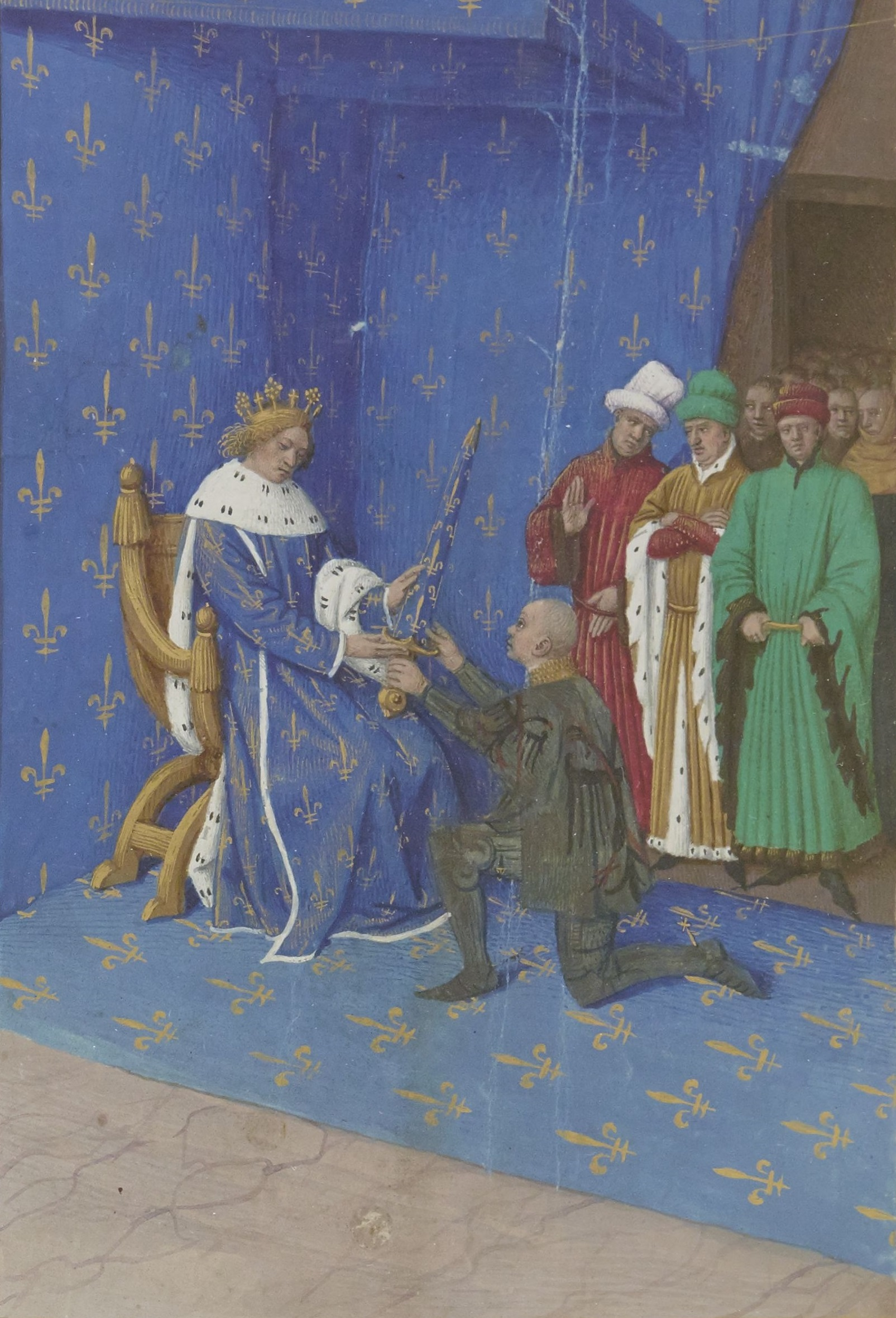
1369年10月2日，法王查理五世授寶劍咎瓦尤斯予王室統帥貝特朗·杜·蓋克蘭。（尚·傅華薩繪）

法蘭西王室統帥（法語：Grand Connétable de France），是中世紀法蘭西王國王室大臣之首，最初設立的五大重臣之一（其他四個是：王室總管（Sénéchal）、內務大臣（Grand chambellan）、侍酒官（Grand bouteiller）及大法官（Chancelier）)，也是法蘭西王家軍隊總司令，軍階在王國內所有貴族之上，握有僅次於國王的最高軍權。王室統帥同時也負責軍事審判及校正騎士精神。
該職位設立於1060年法王腓力一世時期，由歐貝里（Alberic）擔任第一位王室統帥。此職位在1627年弗朗索瓦·德·本內逝世後由黎塞留首相廢除，以強化國王的統兵權。廢除後該職位由元帥長（Doyen des maréchaux）取代，即是最年長的法國元帥。
後來出現的軍銜法國大元帥，全名國王陛下麾下大元帥（法語：maréchal général des camps et armées du roi），是追封給功績卓越的元帥。大元帥在戰時有權指揮全法國內的軍隊及駐紮地，比元帥更高位，但不像過去王室統帥有額外的政治影響力。

## 權力象徵物

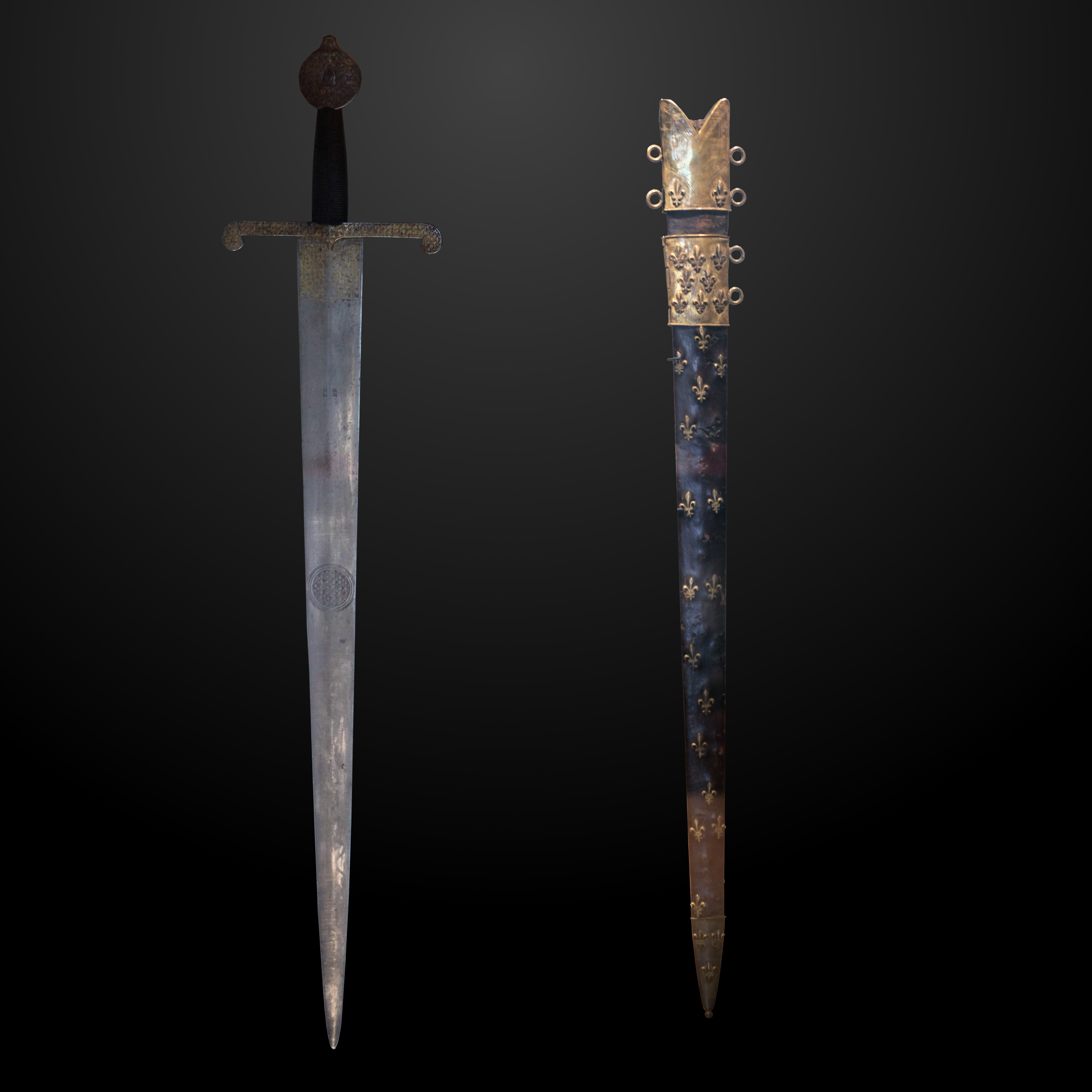
寶劍咎瓦尤斯，收藏於巴黎榮軍院，軍事博物館。

法蘭西王室統帥的權力象徵物是一把精心雕琢的寶劍，名為咎瓦尤斯（法語：Joyeuse），是傳說中查理大帝所持有的寶劍。咎瓦尤斯是由許多把劍的碎片所鑄成，自1271年後被用在法王的聖禮上。它配有一個的藍色劍鞘，並用象徵法國王室的百合花飾點綴，從劍柄到劍尖排列成柱狀。傳統上，法王任命王室統帥時會親自將寶劍交給他。

## 職權
自1191年廢除王室總管的兵權後，王室統帥便成為軍中及宮廷的最高階官員，在儀式中位列於所有貴族之前。他擁有王國內所有中將的軍銜，王室統帥可以指揮所有軍官，包含權威極大的元帥，他也負責軍隊的財政與管理軍法。他的軍法裁判權被稱為軍警權（la connétablie），由元帥偕同行使。等同於當時在英格蘭地區的宮廷長官法院，即今天的高等騎士法院。

## 下屬軍官
- 法國元帥（法語：Maréchal de France）：然而在特定情形下，國王可以決定讓元帥高於王室統帥。
- 大將（英语：Colonel General (France)）：法國王家軍隊的特殊將領類別，負責指揮特定兵科中的所有軍團（例如騎兵團、龍騎兵團、步兵團等）
- 將軍
- 中將（英语：Lieutenant-General (France)）：法軍中可透過一般晉升方法達到的最高軍階，依資歷與功績而定，而非貴族血統。
- 軍營元帥（英语：Maréchal de camp）：將領階級的最低軍階，後被改名為少將（法語：Major-général），相等於今天的法國准將。
- 金焰旗掌旗官（法語：Porte-Oriflamme）：榮譽職，非軍階。負責在戰場上執掌金焰旗。
- 弩兵大團長（英语：Master of Crossbowmen）：負責管理所有冷兵器時代的遠程射擊兵科（如長弓、鋼弩、十字弓），並在圍城戰中指揮工兵建設攻城兵器或破壞防禦建築。
- 炮兵大團長（英语：Grand Master of Artillery）：17世紀後，炮兵大團長成為法王直屬的王室重臣之一，不再下屬於王室統帥。

另外，國境中將（法語：Lieutenant général du royaume）並非軍階，而是由王室親自指派。在王國遭逢危難時（如國王重病、對外戰爭、內戰等情況）由國王指定一名王子擔任，成為全國內最高階指揮官，高於王室統帥，直到國王下令結束任命。

## 歷任王室統帥
留意各王室統帥的任期並不連貫，這是兩任王室元帥之間的過渡期。

### 卡佩王朝

#### 亨利一世時期
- 歐貝里， 1060年–1065年

#### 腓力一世時期
- 巴貝里， 1065年–1069年
- 戈捷， 1069年–1071年
- 阿代勒梅， 1071年–1075年
- 阿達姆， 1075年–1085年
- 迪博，蒙莫朗西勛爵， 1085年–1107年
- 加斯通·德·肖蒙， 1107年–1108年
- 雨果·勒博涅·德·肖蒙， 1108年–1135年

#### 路易七世時期
- 馬蒂耶·德·蒙莫朗西（英语：Matthew I of Montmorency）(1160年逝)， 1138年–?
- 西蒙·德·諾福爾堡， 1165年–?
- 拉烏爾一世·德·克萊蒙（英语：Raoul I, Count of Clermont-en-Beauvaisis）(1191年逝)， 1174年–1191年

#### 腓力二世時期
- 德勒四世·德·默羅(1148年–1218年)， 1194年–1218年
- 馬蒂耶二世·德·蒙莫朗西（英语：Matthew II of Montmorency），蒙莫朗西勛爵(1231年逝)， 1218–1231年

#### 路易九世時期
- 阿莫瑞六世·德·蒙福爾（英语：Amaury VI of Montfort）(1241年逝)， 1231年–1240年
- 亨伯五世·德·博熱（英语：Humbert V de Beaujeu）(1250年逝)， 1240年–1248年
- 吉爾二世·德·塔西涅 (1275年逝)， 1248年–1277年

#### 腓力三世時期
- 亨伯六世·德·博熱(1285年逝)， 1277年

#### 腓力四世時期
- 拉烏爾二世·德·克萊蒙（英语：Raoul II, Count of Clermont-en-Beauvaisis）(1302年逝)， 1277年–1307年
- 戈謝五世·德·沙蒂隆（英语：Gaucher V de Châtillon）(1249年–1329年)， 1307年–1329年

### 瓦盧瓦王朝

#### 腓力六世時期
- 拉烏爾一世·德·布里安（英语：Raoul I of Brienne, Count of Eu），厄爾伯爵 (1344年逝)， 1329年–1344年
- 拉烏爾二世·德·布里安（英语：Raoul II of Brienne, Count of Eu），厄爾伯爵(1350年逝)， 1344年–1350年

#### 約翰二世時期
- 夏爾·德·拉切爾達（英语：Charles de La Cerda） ，昂古萊姆伯爵(1354年逝)， 1350年–1354年
- 雅各·德·波旁（英语：James I, Count of La Marche），拉馬爾克伯爵(1319年–1362年) 1354年–1356年
- 戈蒂耶六世·德·布里安(約1304年–1356年)， 1356年
- 羅伯·德·菲耶訥（英语：Robert de Fiennes）(1308年–1372年)， 1356年–1370年

#### 查理五世時期
- 貝特朗·杜·蓋克蘭(1320年–1380年)， 1370年–1380年。百年戰爭名將，外號「布列塔尼之鷹」。

#### 查理六世時期
- 奧利維埃·德·克利森（英语：Olivier de Clisson） (1336年–1407年)， 1380年–1392年
- 菲利普·德·阿圖瓦（英语：Philip of Artois, Count of Eu），厄爾伯爵(1358年–1397年)， 1392年–1397年
- 路易·德·桑塞爾（英语：Louis de Sancerre） (1341年–1402年)， 1397年–1402年
- 夏爾一世·德·阿爾貝（英语：Charles I of Albret），德勒伯爵(1415年逝)， 1402年–1411年
- 華勒朗·德·盧森堡（英语：Waleran III, Count of Ligny），利尼伯爵(1415年逝)， 1411年–1413年
- 夏爾一世·德·阿爾貝（英语：Charles I of Albret），德勒伯爵 (1415年逝)， 1413年–1415年，戰死於阿金庫爾戰役。
- 貝爾納七世·德·阿馬尼亞克（英语：Bernard VII, Count of Armagnac）(1418年逝)， 1415年–1418年
- 夏爾二世·德·洛林（英语：Charles II, Duke of Lorraine），洛林公爵 (1365年–1431年)， 1418年–1424年

#### 查理七世時期
- 約翰·斯圖亞特，布肯伯爵(約1381年–1424年)， 1424年。法蘭西─蘇格蘭聯軍指揮，戰死於韋納伊戰役。
- 阿爾蒂爾·德·里奇蒙，布列塔尼公爵 (1393年–1458年)， 1425年–?。聖女貞德的戰友，1440年代進行軍事改革加快百年戰爭的進程。

##### 英王亨利六世時期[note 1]
- 漢弗雷·斯塔福德（英语：Humphrey Stafford, 1st Duke of Buckingham），白金漢公爵 (1430年)
- 約翰·塔爾博特，什魯斯伯里伯爵(1384/1390年–1453年)， 1445年–1453年。戰死於卡斯蒂永戰役，他的逝世象徵英法百年戰爭的結束。

#### 路易十一時期
- 路易·德·盧森堡（英语：Louis of Luxembourg, Count of Saint-Pol），聖波伯爵[5] (1418年–1475年)， 1465年–?

#### 查理八世時期
- 讓二世·德·波旁，波旁公爵(1426年–1488年)， 1483年–1488年

### 瓦盧瓦-昂古萊姆王朝

#### 弗朗索瓦一世時期
- 夏爾三世·德·波旁，波旁公爵(1490年–1527年)， 1518年–1523年。叛逃至神聖羅馬帝國後被剝奪職位。
- 安內·德·蒙莫朗西，蒙莫朗西公爵(1492年–1567年)， 1538年–1567年

### 波旁王朝

#### 亨利四世時期
- 亨利一世·德·蒙莫朗西，蒙莫朗西公爵(1570年–1621年)， 1593年–1621年

#### 路易十三時期
- 查理·阿爾貝，呂伊內公爵 (1578年–1621年)， 1621年
- 弗朗索瓦·德·本內，萊迪吉耶爾公爵(1543年–1636年)， 1622年–1626年

### 波拿巴王朝
法國執政府統治期間(1799年-1804年)，據傳遭廢黜的波旁王室繼承人查理·菲利普曾以讓拿破崙·波拿巴成為王室統帥為交換，希望他復辟波旁王室，但遭到拒絕。
1808年，拿破崙一世任命其弟路易·波拿巴為王室統帥，路易-亞歷山大·貝爾蒂埃為副王室統帥，兩者均是榮譽頭銜，在拿破崙帝國覆滅後消失。

### 資料來源
1. ↑  Le petit Larousse 2013, p361
2. ↑  p172, Slater, Stephen, The Complete Book of Heraldry (Lorenz, 2002), ISBN 0-7548-1062-3
3. ↑  . Heraldica.   [2019-06-08]. （原始内容存档于2007-10-16）.
4. ↑  Le petit Larousse 2013, p629
5. ↑  Richard Vaughan, Charles the Bold, (Boydell Press, 2002) 250-251.

## 外部連結
- Heraldica （页面存档备份，存于）
- French Heraldry site （页面存档备份，存于）